# Панама (ткань)
Ткань панама или просто панама — разновидность плотных и относительно тяжёлых искусственных тканей, которые вырабатываются из особым образом скрученных волокон. Ткань панама применяется для шитья женских костюмов и платьев.
Производство панамовой ткани осуществляется из нитей, в которых вискозношёлковые нити креповой крутки сплетаются с тонкими нитями ацетатного или вискозного шёлка слабой крутки. Использование нитей с особой закруткой придаёт панаме привлекательный вид, но повышает её усадку при намокании. Как правило выпуск ткани происходит в стандартных рулонах шириной 88 см.
Стирка панамовой ткани должна происходить также, как и изделий из искусственного шёлка, а при выглаживании допускается использовать только слабо прогретый утюг.